# Les Vies privées de Pippa Lee
Pour plus de détails, voir Fiche technique et Distribution.
Les Vies privées de Pippa Lee (The Private Lives of Pippa Lee) est l’adaptation cinématographique du roman éponyme écrit par Rebecca Miller, qui est également la réalisatrice et scénariste du film.

## Synopsis
Pippa Lee (Robin Wright Penn) est une femme au foyer rangée, menant une vie bien ordonnée entourée de son mari plus âgé qu’elle et de ses enfants, de jeunes adultes qui ont déjà quitté le nid familial. Cependant petit à petit, on découvre que son enfance a été perturbée par une mère névrosée et pharmacodépendante (Maria Bello), qu’elle a ensuite connu une adolescence déstructurée dans le milieu hippie, où se mêlaient sexualité libre et substances hallucinogènes. Pour se sortir de cette spirale décadente, elle épousa Herbert Lee (Alan Arkin), un éditeur charismatique de 30 ans son aîné. Pippa fait alors tout son possible pour devenir une épouse modèle et y parvient, sans réaliser que son existence paisible et confortable n’a pas apaisé ses blessures de jeunesse. Après que Herb eut subi plusieurs alertes cardiaques, ils déménagent dans un quartier tranquille dans le Connecticut. Mais l’équilibre si patiemment construit commence à s’ébranler avec l’apparition de crises de somnambulisme, la prise de conscience de son désœuvrement et des infidélités conjugales de son mari. Elle va finir par trouver refuge auprès du fils d’une voisine (Keanu Reeves), qui à trente-cinq ans traverse une crise à la suite de son divorce.

## Fiche technique
- Titre original : The Private Lives of Pippa Lee
- Titre français : Les Vies privées de Pippa Lee
- Réalisation : Rebecca Miller
- Scénario : Rebecca Miller d'après son roman éponyme
- Photographie : Declan Quinn
- Direction artistique : Michael Shaw
- Montage : Sabine Hoffmann
- Costumes : Jennifer von Mayrhauser
- Musique : Michael Rohatyn
- Producteurs : Brad Pitt et Lemore Syvan
- Société(s) de distribution :  Maple Pictures •  BAC Films
- Pays d'origine :  États-Unis
- Langue : anglais
- Genre : drame
- Durée : 98 minutes
- Dates de sortie :
  - France : 11 novembre 2009
  - États-Unis : 27 novembre 2009

## Distribution
| |  |  |
| Les acteurs Robin Wright Penn et Keanu Reeves à la première du film au Festival international du film de Toronto 2009. |  |  |

- Robin Wright Penn (VF : Juliette Degenne) : Pippa Lee
- Blake Lively (VF : Olivia Luccioni) : Pippa jeune
- Madeline McNulty : Pippa enfant
- Alan Arkin (VF : Pierre Dourlens) : Herb Lee, le mari de Pippa
- Keanu Reeves (VF : Boris Rehlinger) : Chris Nadeau, le fils d'une amie de Pippa
- Winona Ryder (VF : Claire Guyot) : Sandra, amie des Lee
- Maria Bello (VF : Martine Irzenski) : Suky Sarkissian, la mère névrosée de Pippa
- Julianne Moore (VF : Déborah Perret) : Kat, la petite amie de la tante de Pippa
- Monica Bellucci (VF : elle-même) : Gigi Lee, l'ex-femme de Herb
- Mike Binder : Sam Shapiro, ami de Herb
- Ryan McDonald (VF : Christophe Lemoine) : Ben Lee, fils de Pippa
- Zoe Kazan (VF : Camille Donda) : Grace Lee, fille de Pippa
- Shirley Knight : Dot Nadeau
- Tim Guinee : Des Sarkissian
- Robin Weigert : Trish Sarkissian, tante de Pippa